# Алонсо Перес, Карлос
Карлос Алонсо Перес (исп. Carlos Alonso Pérez; 1881, Сарагоса — 1914) — испанский живописец, литограф и иллюстратор.

## Биография
Сын художника Мариано Алонсо Переса. Первые уроки живописи получил у отца. Выставлял свои работы ещё будучи подростком.
Затем, как и многие художники его поколения, был учеником М. Фортуни в Риме, оказавшим большое влияние на его творчество.
Позже переехал в Париж, где коммерческие условия для художников были более благоприятными, чем в Испании. Здесь было открыто большое количество частных галерей.
В Париже в 1860-х годах проживало и работало много испанских, в основном, каталонских художников.
Вместе с отцом, также жившим в это время в Париже, в 1901 году К. Алонсо-Перес начал выставлять свои работы, в двадцатилетнем возрасте уже участвовал в парижском Салоне (1901).
В творчестве К. Алонсо-Перес пошёл по стопам своего отца, изображая на своих полотнах беззаботные жанровые сцены в стиле Людовика XVI. Многие из написанные в кокетливой манере, такие как «Уроки бильярда», напоминают картины в стиле рококо Франсуа Буше
К. Алонсо-Перес также создал ряд картин современной ему парижской жизни, часто с использованием модных костюмов из более раннего периода — конца XVIII—XIX веков. Бо́льшая часть мужской одежды отражает моду восемнадцатого века (напудренные парики и шляпы треуголки). Это показывает, что художник в попытке найти свой собственный уникальный стиль, экспериментировал с манерой письма, унаследованной от своего отца и традициями, заложенными Фортуни.
Кроме того, им создан целый ряд картин, таких как «Центральный рынок Парижа», изображающих последствия промышленного развития страны и современной торговли.
Художник испытал влияние импрессионистов в подходе к цвету и свету, в частности, творчества Пьера Огюста Ренуара.
К. Алонсо-Перес также создал ряд литографий («Бал эпохи Людовика XV», в настоящее время в коллекции Лувра) и иллюстраций для художественных журналов. Занимался созданием проектов гобеленов.
Умер в 1914 году в возрасте 33 лет.